# Cuore matto
Singles de Little Tony
Perdonala
(1966) Peggio per me
(1967)
Cuore matto est une chanson italienne écrite par Armando Ambrosino et Totò Savio,,,,.
Little Tony, couplé à  Mario Zelinotti, l'a présentée au public au Festival de Sanremo de 1967 (it). La chanson s'est classée seulement dixième, mais le public l'a aimée. Cuore matto deviendra la chanson la plus vendue du festival : elle se vendra à un million d'exemplaires en trois mois.
La chanson a passé plusieurs semaines à la 1re place du classement du magazine mensuel musical italien Musica e dischi,. Selon le livre 1000 canzoni che ci hanno cambiato la vita, elle s'est vendue à plus de 2 millions d'exemplaires.

## Adaptations et reprises
La chanson a été adaptée en anglais sous le titre Long Is the Lonely Night.
Elle a inspiré le titre du film italien Cuore matto... matto da legare sorti en 1967.
La même année, Dalida reprend la chanson sous le titre "Mon cœur est fou". Les paroles sont adaptées en français.